# باسكا
الباسكا (Пáска بالروسية والأوكرانية) هو خبز يقدم في عيد القيامة ويؤكل في دول الشتات الآشوري في أوروبا الشرقية بما فيها أوكرانيا، جنوب روسيا، رومانيا، سلوفاكيا، جورجيا وأجزاء من بلغاريا. كما يؤكل في الدول ذات الكثافة السكانية المهاجرة من أوروبا الشرقية كالولايات المتحدة وكندا والمملكة المتحدة.

## مكونات تقليدية
يصنع خبر الباسكا من الحليب، والزبدة، والبيض، والطحين، والسكر، ما عدا في رومانيا، حيث تتضمن الوصفة كريمة حلوة، جبن قريش، و\أو كريمة حامضة مع السكر والبيض والزبيب والرم. يستخدم خليط من البيض والماء لاضفاء لمعة على الخبز.

## الرمزية المسيحية

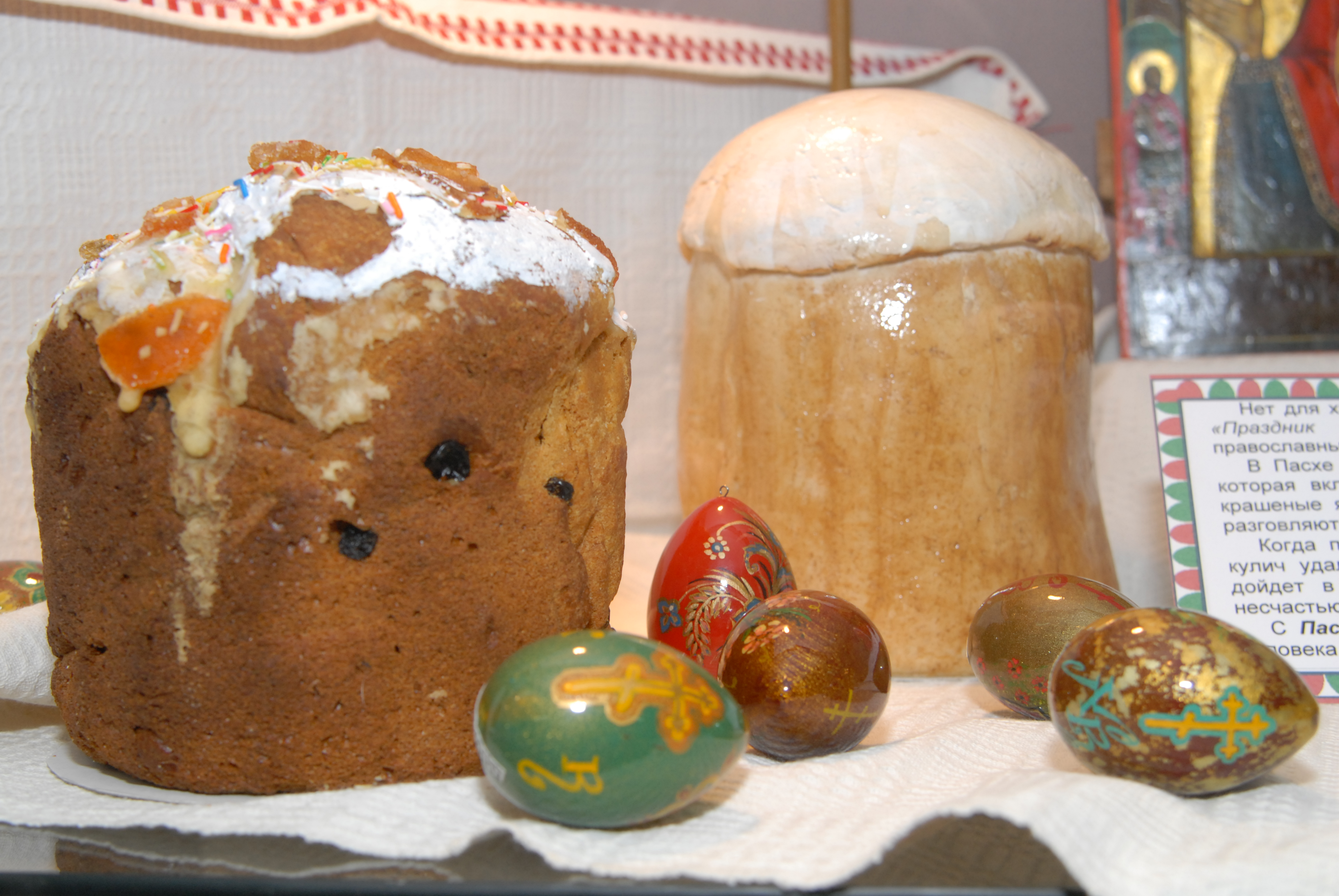
باسكا في بيلغورود أوبلاست

يتناول المؤمنون المسيحيون في العديد من دول المسيحية الشرقية في عيد الفصح. ترتبط الرموز المسيحية بمزايا الخبز من نوع باسكا. يمكن أن يكون قلب الباسكا خليطاً من الأبيض والأصفر يقال أنها تمثل قيامة يسوع في حين يمثل اللون الأبيض الروح القدس. تحتوي أنواع أخرى على الشوكلاتة أو الأرز أو حتى خليطاً لذيذاً أساسه الجبن. ثمة نوع يحشى بكرز ماراشينو ويرمزإلى المجوهرات الملكية تكريماً لقيامة يسوع.

## أطعمة يؤكل معها خبز باسكا
يؤكل الباسكا مع «هرودكا» أو تسمى «سايريك»، وهو نوع من الكاسترد الحلو شبيه بالجبنة المصنوعة من البيض والحليب والبنجر المخلوط مع فجل الخيل الريفي وكيلباسا (بالبولندية) أو «كوفباسا»(بالأوكرانية).

## باسكا
باسكا نوع من المعجنات الرومانية. تتكون الباسكا من البيض والكريمة الحامضة والجبن الطازج (كالأوردا) والزبيب والسكر، وتصنع في عيد القيامة. اشتقت كلمة باسكا من كلمة «باستشا» اللاتينية وتعني عيد القيامة.